# Сухецкое
Сухецкое (укр. Сухецьке) — село на Украине, находится в Покровском районе Донецкой области.
Код КОАТУУ — 1422785705. Население по переписи 2001 года составляет 39 человек. Почтовый индекс — 85310. Телефонный код — 623.

## Адрес местного совета
85300, Донецкая область, Покровский р-н, с. Ровное, ул. Терешковой, 22в, тел. 5-38-1-42